# Marian Tudori
Pas d'image ? Cliquez ici

a Compétitions nationales et continentales officielles uniquement.

b Matchs officiels uniquement.
Marian Alexandru Tudori, né le 11 octobre 1978 à Bucarest (Roumanie), est un joueur de rugby à XV roumain évoluant au poste de troisième ligne aile (1,94 m pour 95 kg).

## Carrière

### Joueur
- 1997-1998 :  Steaua Bucarest
- 1998-2000 :  Universitatea Cluj
- 2000-2002 :  RC Rouen
- 2002-2002 :  CA Pontarlier
- 2002-2003 :  Universitatea Cluj
- 2003-2004 :  Peyrehorade SR
- 2004-2005 :  CA Périgueux
- 2005-2006 :  Venise Mestre
- 2006-2010 :  Dinamo Bucarest
- 2010-2012 :  ROC La Voulte Valence
- 2012-2015 :  Stade rouennais
- 2016-2018 :  Stade poitevin

### Entraîneur
- 2018-2019 :  Stade poitevin
- 2019- :  RC Toulon (cadets)[2]
- 2020- :  Roumanie -20 (avants)[3]
- Romanian Wolves

## Palmarès
- Champion de Roumanie en 2007 et 2008.
- Vainqueur de la Coupe de Roumanie en 2008.

## Statistiques en équipe nationale
- 35 sélections avec la Roumanie
- 20 points
- 4 essais
- 1er match le 22 août 2003

- Sélections par année : 6 en 2003, 6 en 2004, 7 en 2005, 5 en 2006, 5 en 2008 et 3 en 2009.

- Il a disputé quatre matchs de la coupe du monde 2003, et trois de la coupe du monde 2007.